# Telchinia lumiri
Telchinia lumiri is een vlinder uit de familie van de Nymphalidae. De wetenschappelijke naam van de soort is voor het eerst gepubliceerd in 1908 door George Thomas Bethune-Baker.

## Verspreiding
De soort komt voor in Kameroen, Equatoriaal Guinee, Gabon, Congo Kinshasa en Oeganda.

## Waardplanten
De rups leeft op Triumfetta cordifolia (Malvaceae).